# スペースポート・アメリカ
スペースポート・アメリカ (Spaceport America、旧称 サウスウェスト･リージョナル・スペースポート)とはアメリカ合衆国ニューメキシコ州シエラ郡に位置する世界初の商業用宇宙港である。場所はラスクルーセスの北72km、トゥルース・オア・コンシクエンシーズの東48kmで、隣にはアメリカ陸軍のホワイトサンズ・ミサイル実験場がある。2011年10月にターミナルビルの落成式が行われ、正式に開港した。ヴァージン・ギャラクティック社が当地に拠点を置く。

## 沿革
- 2008年12月：ヴァージン・ギャラクティックのテナント。
- 2009年6月19日：起工式。
- 2010年10月22日：滑走路の除幕式。
- 2011年10月17日：ターミナルビル落成式。
- 2013年5月：スペースXのテナント。
- 2015年5月：X2nSatのテナント。
- 2021年7月：ヴァージン・ギャラクティックのロケット宇宙船が有人試験飛行に成功し、高度85kmに到達。創業者のリチャード・ブランソンら6名が搭乗した[5]。

## 打ち上げ
宇宙港が完成する以前から、UP エアロスペース社によっていくつかの弾道飛行ロケットが打ち上げられている。
| 打ち上げ | 日付 (UTC)     | ロケット                 | 搭載物                     | 結果 | 備考 |
| -------- | -------------- | ------------------------ | -------------------------- | ---- | --- |
| 1        | 2006年9月25日  | スペースロフトXL         | 様々                       | 失敗 | 打ち上げ直後制御不能 |
| 2        | 2007年4月28日  | スペースロフトXL         | 遺灰と他の荷物             | 成功 | セレスティス社による宇宙葬サービス。宇宙飛行士ゴードン・クーパーやスタートレックの俳優ジェームズ・ドゥーアンなど200人の遺灰が積まれた。 |
| 3        | 2007年12月19日 | 試験機                   | 技術検証                   | 成功 | 低高度大気圏打ち上げ、宇宙に到達せず |
| 4        | 2007年12月     | 試験機                   | なし                       | 成功 | ロッキードマーチン独自技術による |
| 5        | 2008年8月12日  | 試験機                   | なし                       | 成功 | ロッキードマーチン独自技術による |
| 6        | 2009年5月2日   | スペースロフトXL         |                            | 異常 | |
| 7        | 2009年8月4日   | Black Watch              |                            | 成功 | |
| 8        | 2009年10月10日 | 再利用型ロケットプレーン | ロッキード独自のペイロード | 成功 | |
| 9        | 2010年5月4日   | スペースロフトXL         | 様々                       | 成功 | |
| 10       | 2011年5月20日  | スペースロフトXL         | 様々                       | 成功 | |

### 地図
- Google Maps satellite map of Upham, New Mexico
- Topographic map of Upham, New Mexico from TopoQuest
- Photos of the first concrete launching pad at Spaceport America made during a trip in March 2006 by Jason Stevenson for an article for SEED magazine)
- Photolog of trip to spaceport site by David Simmons (dated February 19, 2006, roughly one month prior to start of construction)